# Laonome (Gemahlin des Odoidokos)
Laonome (altgriechisch Λαονόμη Laonómē) ist eine Gestalt der griechischen Mythologie.
Laonome war die Frau des Odoidokos, mit dem sie wenigstens einen Sohn hatte: Kalliaros, der später die nach ihm benannte Stadt Kalliaros gründete. Ob ein weiterer Sohn des Odoidokos – Oileus, König der Lokrer und Vater des lokrischen Ajax – ebenfalls mit Laonome gezeugt wurde, ist nicht überliefert. Unklar ist auch, ob sie mit Laonome, der Tochter des Amphitryon gleichzusetzen ist.